# Gorgonidia buckleyi
Gorgonidia buckleyi là một loài bướm đêm thuộc phân họ Arctiinae, họ Erebidae.